# Dauterria
Dauterria is een geslacht van uitgestorven weekdieren uit de klasse van de Gastropoda (slakken). Exemplaren van dit geslacht zijn slechts als fossiel bekend.

## Soort
- Dauterria variocostata Gründel, Keupp & Lang, 2015 †